# Davis-Cup-Mannschaft von Trinidad und Tobago
Die Davis-Cup-Mannschaft von Trinidad und Tobago ist die Tennisnationalmannschaft des Inselstaats Trinidad und Tobago.

## Geschichte
1990 nahm Trinidad und Tobago erstmals am Davis Cup teil. Seitdem erreichte die Mannschaft dreimal die Amerika-Gruppenzone II, kam aber nie über die erste Runde hinaus. Bester Spieler ist Shane Stone mit 24 Siegen bei insgesamt 33 Teilnahmen. Er ist damit gleichzeitig Rekordspieler seines Landes.